# Wilma Dressel
Wilma Dressel (* 29. August 1983) ist eine ehemalige deutsche Ruderin.
Dressel begann 1995 mit dem Rudersport. Bei den Junioren-Weltmeisterschaften 2001 gewann sie mit dem Achter die Bronzemedaille.
2003 und 2005 trat sie jeweils beim Ruder-Weltcup in München mit dem Achter an. Bei der Weltcup-Regatta 2005 in Luzern erreichte der deutsche Vierer ohne Steuerfrau mit Christina Hennings, Wilma Dressel, Kerstin Naumann und Christiane Hölzel den zweiten Platz hinter den Chinesinnen. Sechs Wochen später trat der deutsche Vierer bei den Weltmeisterschaften in Gifu mit Mandy Emmrich statt Christina Hennings an. Der deutsche Vierer gewann die Silbermedaille hinter den Australierinnen und vor den Weißrussinnen. 2006 siegte Dressel mit dem deutschen Vierer beim Weltcup in Luzern, nahm aber nicht an den Weltmeisterschaften teil.
Wilma Dressel ruderte für den Ruderclub Hansa von 1898 in Dortmund.